# 飯島町
飯島町（日语：／ Iijima machi */?）為長野縣上伊那郡南部的一町。